# Luis Petri
Luis Alfonso Petri (San Martín, provincia de Mendoza, 1 de abril de 1977) es un abogado y político argentino perteneciente a La Libertad Avanza. Desde el 10 de diciembre de 2023, se desempeña como ministro de Defensa de la Nación Argentina  bajo la administración de Javier Milei. Fue diputado provincial por la 2.ª sección electoral desde 2006 hasta 2013 y diputado nacional por la provincia de Mendoza desde 2013 hasta 2021, con lo cual cumplió dos mandatos consecutivos.  
En el año 2023 ganó las elecciones primarias presidenciales que lo habilitarían para postularse como candidato a vicepresidente por Juntos por el Cambio en fórmula con Patricia Bullrich. Finalmente, obtendrían el tercer puesto en las elecciones generales. 

## Biografía
Nació el 1 de abril de 1977, en la ciudad argentina de San Martín, Mendoza.
En el 2000, tras realizar estudios en la Universidad Nacional del Litoral, se recibió de abogado. Ejerció el derecho unos años en su estudio jurídico particular.

### Trayectoria política
En el ámbito partidario, entre 2003 y 2005 fue vicepresidente de la Juventud Radical de Mendoza. Entre 2003 y 2006 se desempeñó como secretario legislativo de la Cámara de Senadores de la Provincia de Mendoza. En 2006 asumió como diputado provincial, con un segundo mandato entre 2010 y 2013. Entre 2006 y 2007 integró el Consejo de la Magistratura mendocina. Se ha especializado en temas de seguridad, siendo autor de una ley provincial que no permite conmutar penas a delitos con agravantes.

#### Diputado Nacional (2013-2021)
En las elecciones legislativas de 2013, fue elegido diputado nacional por la provincia de Mendoza, en la lista de la Unión Cívica Radical encabezada por Julio Cobos. Fue reelegido en 2017, en el segundo lugar de la lista de la alianza Cambiemos, que obtuvo el 45,67% de los votos.
Integró como vocal las comisiones de Comunicaciones e Informática; de Justicia; de Legislación General; de Legislación Penal, de Prevención de Adicciones y Control del Narcotráfico, de Seguridad Interior; de Transportes; y la comisión bicameral de Trámite Legislativo. También llegó a presidir la comisión de Seguridad Interior. Entre 2017 y 2019 fue vicepresidente segundo de la Cámara de Diputados.
En 2021 votó a favor de la Ley de Promoción Acceso al Empleo Formal para personas transgénero.
Se opuso a la legalización del aborto en Argentina, votando en contra de los dos proyectos de ley de interrupción voluntaria del embarazo que fueron debatidos por el Congreso en 2020 y 2018.

#### Precandidato a gobernador de Mendoza 2023
Petri se postuló acompañado de Patricia Giménez para las primarias del Frente Cambia Mendoza en las Elecciones provinciales de Mendoza de 2023 cayendo ante la fórmula de Alfredo Cornejo - Hebe Casado (PRO) por 26,7% contra 17,4%.
El 20 de septiembre, Petri dio su apoyo a Alfredo Cornejo para las elecciones provinciales de Mendoza de 2023 al decir que "Cornejo le dio play a Mendoza cuando gobernó en 2015" y "le va a dar play en esta nueva etapa" Petri reconoció que en su campaña a gobernador dijo lo mismo. Ambos pertenecen a Juntos por el Cambio y si quieren que Mendoza siga mejorando deben votar a Cornejo el domingo 24 de septiembre.

#### Candidato a vicepresidente de la nación 2023
El 22 de junio de 2023 (dos días antes del cierre de listas en Argentina), Patricia Bullrich, en Cañuelas, anunció que Luis Petri sería su compañero de fórmula para las elecciones de ese año representando a Juntos por el Cambio en las elecciones generales.
El 19 de septiembre, durante una entrevista Petri criticó a Milei por cambiar sus propuestas, diciendo "sus propios economistas lo contradijeron y le dijeron que no se puede dolarizar sin dólares, algo que señalamos hace rato" y también dijo que "la famosa motosierra de Milei se transformó en una pincita de depilar". El 20 de septiembre, en el debate vicepresidencial, dijo a Victoria Villarruel (candidata a vicepresidente de Milei) que ella en su mandato como diputada no había presentado "ni un solo proyecto para solucionar el tema de la inseguridad". También dijo que "el plan motosierra de Milei se convirtió en una tijerita".
Tras finalizar su fórmula con Bullrich tercera en las Elecciones Generales, y no poder ingresar al balotaje, decidió respaldar a Javier Milei incluso fiscalizando para La Libertad Avanza. Después de conocerse los resultados del balotaje que dejaron a Milei como ganador, Petri felicitó personalmente a Milei y manifestó que apoyaría a su gobierno.

## Ministro de Defensa (desde 2023)

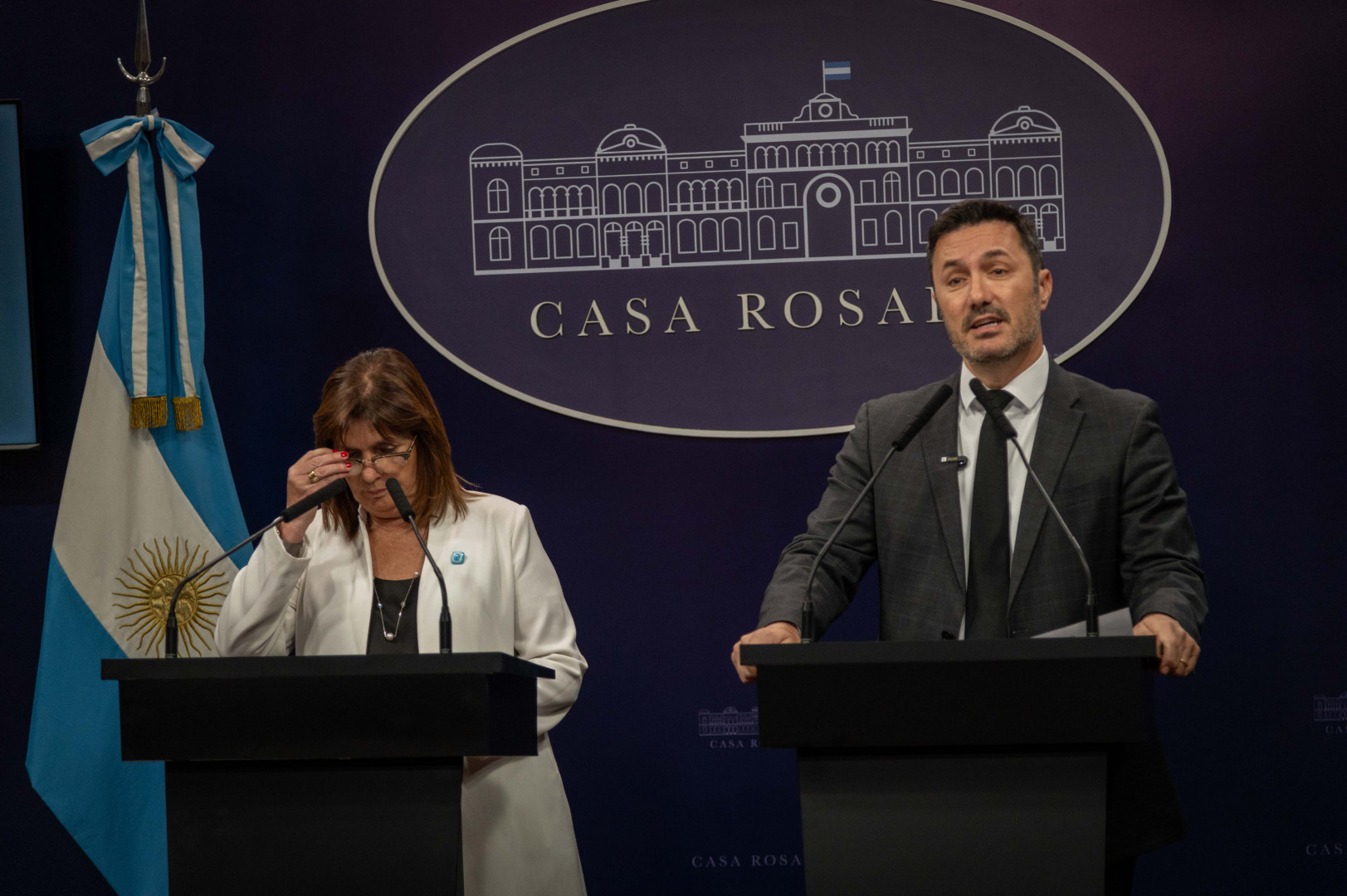
Petri junto a la ministra de Seguridad, Patricia Bullrich, 21 de marzo de 2024.

El 4 de diciembre de 2023, el presidente electo Javier Milei lo confirmó como ministro de Defensa de la Nación Argentina; asumiendo el cargo el 10 de diciembre del mismo año, con el inicio de la administración de Javier Milei. De esta manera, el presidente se aseguraría el apoyo del grupo malbec y los gobernadores radicales.

En marzo de 2024, tras una serie de asesinatos y amenazas generadas por grupos narcotraficantes en la ciudad de Rosario, anunció la presentación de un proyecto de ley ante el Congreso Nacional para modificar el artículo 27 de la Ley de Seguridad Interior, con el objetivo de ampliar las capacidades de acción de las Fuerzas Armadas contra el narcotráfico en lo que el gobierno nacional tilda como lucha contra el «narcoterrorismo». 

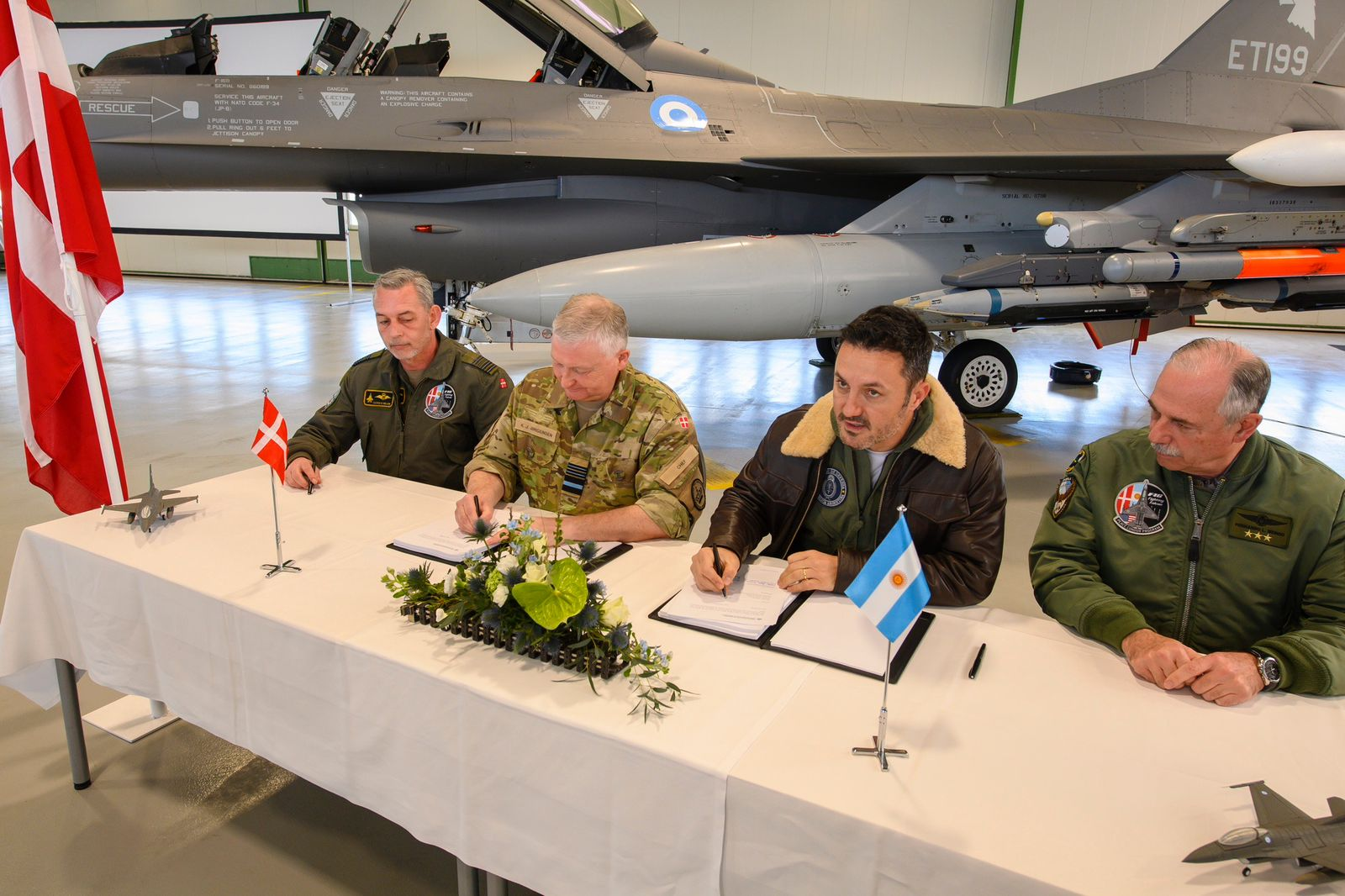
Petri firma el acuerdo de compra de los F16 daneses, 16 de marzo de 2024.

El 16 de abril de 2024, viajó a Dinamarca para firmar el acuerdo de compra de 24 cazas polivalentes Lockheed Martin F-16 Fighting Falcon Bloque 15 MLU (16 monoplaza y 8 biplaza), procedentes de la Real Fuerza Aérea de Dinamarca. El costo de los cazas fue de 301 millones de dólares a pagar en 5 años. Con esta adquisición, Argentina recuperó la capacidad de interceptación supersónica perdida en 2015, con la baja de servicio de los Mirage IIIEA y M-V Dagger.
El 21 de noviembre de 2024 Petri decidió relevar al jefe del Estado Mayor Fernando Luis Mengo por "uso indebido de aeronaves" de la Fuerza Aérea. Así el 4 de diciembre de 2024 invistió al brigadier Gustavo Javier Valverde como nuevo jefe del Estado Mayor.

#### Desmantelamiento del Equipo de Relevamiento y Análisis documental
En 2024, tras catorce años de trabajo sobre los archivos de las Fuerzas Armadas durante la última dictadura militar de dicho país, Petri junto al funcionario Teniente General (R) Claudio Pasqualini, decidieron desvincular a diez de los trece trabajadores del Equipo de Relevamiento y Análisis documental (EryA). El grupo de EryA cuenta con acceso a los legajos y documentación militares de la época de la dictadura, con lo que respondían a los requerimientos de información solicitados por la Justicia en causas por delitos de lesa humanidad respecto a causas puntuales que la misma justicia requería. El ministro Petri justifico su decisión sosteniendo que para él «Eran un grupo de persecución que hacía macartismo en las Fuerzas Armadas». La decisión del ministro causó rechazo por parte de fiscales, abogados y militantes de derechos humanos.

## Historial electoral
|  | 33,90 % |

|  | 51,76 % |

|  | 44,60 % |

|  | 47,69 % |

|  | 42,64 % |

|  | 45,73 % |

|  | 17,4 % |

|  | 16,81 % |

|  | 23,81 % |